# Кипријан Рачанин
Кипријан Рачанин (око 1650–1730) је био српски писац и монах који је основао преписивачку школу (Scriptorium) у Сентандреји, баш као и ону коју је оставио у Србији, Рачанску школу, на почетку Великог турског рата 1689. године. Остао је упамћен као академски образован писац и просветитељ српског порекла који је поставио темеље за развој модерне српске књижевности, сматра књижевни критичар Јован Скерлић.
У малој дрвеној цркви, посвећеној јеванђелисту Луки, настао је Сентенедрејски скрипторијум и штампарија; међу монасима-књижничарима Кипријаном Рачанином, Гаврилом Тројичанином, Јеротејем Рачанином, Чирјаком Рачанином, Христифором Рачанином, Теодором Рачанином и др.
О њему се мало зна. Познато је, међутим, да је примио наређења у манастиру Рачи и замонашио се. Током Великог турског рата 1689-1699. напустио је централну Србију и прешао на српске територије на северу, на граници са Мађарском. У Сенти је остао неко време, придруживши се борби хришћана против Турака у бици код Сенте. Са Арсенијем III Чарнојевићем долази да се настани у Сентандреји, где почиње да се проглашава као декан скрипторијума, вредан преписивач рукописа и књига и писац једног од раних српских буквара званог Буквар 1717. адаптација Буквара руског писца Федора Поликарпова-Орлова (1660-1731).

## Биографија
Рођен је у Србији и дуже време је живео у манастиру Рачи, а за време сеобе Срба 1690. године је прешао у Угарску са великим бројем рукописних и штампаних црквених књига.

## Књижевни рад
Саставио Буквар словенских писмена (1717), у коме је дао и прва правила српске версификације. Међу оригиналним радовима најзначајнија је његова надахнута Стихира светом кнезу Лазару (1692). 
По Скерлићу, у буквару се налазе разноврсно црквено штиво, поучне изреке и први покушај српске метрике. Ту су дата основна правила стихотворства и известан број поучних стихова у врло неправилном дванаестерцу. Скерлић даље наводи "да су стихови без вредности, али карактеристични као један од најранијих покушаја уметничке версификације код православних Срба".

## Превод на савремени српски језик
- Стихира светом кнезу Лазару (одломак), прев. Димитрије Богдановић, ред. превода Ђорђе Трифуновић, Димитрије Богдановић, „Србљак“ 3, Београд, СКЗ, 1970, 397–399.
- Речи пророчких казивања, прев. Милорад Павић, у: Миодраг Павловић: „Антологија српског песништва“, Београд, СКЗ, 1978, 53.